# Phanotea simoni
Phanotea simoni là một loài nhện trong họ Zoropsidae.
Loài này thuộc chi Phanotea. Phanotea simoni được George Newbold Lawrence miêu tả năm 1951.